# Pinhal Litoral
O Pinhal Litoral foi uma sub-região estatística portuguesa, parte da Região do Centro (Região das Beiras) e do Distrito de Leiria. Limita a norte com o Baixo Mondego, a leste com o Pinhal Interior Norte e o Médio Tejo, a sul com a Lezíria do Tejo e a oeste com o Oeste e o Oceano Atlântico. Tem uma área de 1741 km² e uma população de 260 924 habitantes (censos de 2011). Compreende 5 concelhos:
- Batalha
- Leiria
- Marinha Grande
- Pombal
- Porto de Mós